# يوحنا جونز
يوحنا جونز (بالإنجليزية: John Jones)‏ (23 نوفمبر 1973 بفولسوم في الولايات المتحدة - ) هو لاعب كرة قدم أمريكي في مركز الوسط. لعب مع تامبا باي موتيني ولوس أنجلوس غلاكسي وتشارلستون بيتري وفانكوفر وايتكابس (نادي كرة قدم) وNashville Metros ‏ وبيتسبورغ ريفرهوندز وSacramento Scorpions ‏ ودي موين  مانس ‏ وOrange County Blue Star ‏.

## وصلات خارجية
- يوحنا جونز على موقع الدوري الأمريكي (الإنجليزية)
- يوحنا جونز على موقع قاعدة بيانات كرة القدم.إي يو (الإنجليزية)